# Campionati europei di atletica leggera 2024 - 200 metri piani femminili
La gara dei 200 metri piani femminili dei campionati europei di atletica leggera 2024 si è svolta tra il 10 e l'11 giugno allo Stadio Olimpico di Roma, in Italia.

## Podio
| Pos.    | Atleta            | Nazionalità | Tempo   |
| ------- | ----------------- | ----------- | ------- |
| Oro     | Mujinga Kambundji | Svizzera    | 22"49   |
| Argento | Daryll Neita      | Regno Unito | 22"50 = |
| Bronzo  | Hélène Parisot    | Francia     | 22"63 = |

## Situazione pre-gara

### Record
Prima di questa competizione, il record del mondo, il record europeo e il record dei campionati erano i seguenti.
| Record                | Prestazione | Atleta                               | Data e luogo                          | Competizione                |
| --------------------- | ----------- | ------------------------------------ | ------------------------------------- | --------------------------- |
| Record mondiale       | 21"34       | Florence Griffith-Joyner Stati Uniti | 29 settembre 1988 Seul, Corea del Sud | Giochi della XXIV Olimpiade |
| Record europeo        | 21"63       | Dafne Schippers Paesi Bassi          | 21 agosto 2015 Beijing, Cina          | Campionati mondiali 2015    |
| Record dei campionati | 21"71       | Heike Drechsler Turchia              | 29 agosto 1986 Stoccarda, Germania    | Campionati europei 1986     |

### Campione in carica
Il campione europeo in carica era:
| Campione | Atleta                     | Prestazione | Data e luogo                               | Competizione            |
| -------- | -------------------------- | ----------- | ------------------------------------------ | ----------------------- |
| Europeo  | Mujinga Kambundji Svizzera | 22"32       | 19 agosto 2022 Monaco di Baviera, Germania | Campionati europei 2022 |

## Risultati

### Batterie di qualificazione
Le batterie di qualificazione si sono tenute il 10 giugno a partire dalle ore 10:35.
Passano dalle batterie alle semifinali i primi dodici più veloci (q), inoltre accedono direttamente ai turni di semifinale, salvo rinuncia o mancata conferma alla partecipazione alla manifestazione, le 12 atlete che al 30 maggio hanno registrato le migliori prestazioni europee secondo la Road to Rome, insieme al possessore della Wild Card (campionessa europea in carica).

#### Batteria 1
| Pos | Corsia | Atleta                    | Nazionalità | Tempo | Note |
| --- | ------ | ------------------------- | ----------- | ----- | ---- |
| 1   | 6      | Talea Prepens             | Germania    | 22"83 | q    |
| 2   | 2      | Hélène Parisot            | Francia     | 22"86 | q    |
| 3   | 9      | Alexa Sulyán              | Ungheria    | 23"30 | q    |
| 4   | 7      | Aino Pulkkinen            | Finlandia   | 23"44 |      |
| 5   | 3      | Artemis Melina Anastasiou | Grecia      | 23"52 |      |
| 6   | 5      | Lukrecija Sabaityté       | Lituania    | 23"56 |      |
| 7   | 8      | Fabienne Hoenke           | Svizzera    | 23"59 |      |
| 8   | 4      | Christine Bjelland Jensen | Norvegia    | 23"68 | =    |

#### Batteria 2
| Pos | Corsia | Atleta               | Nazionalità | Tempo | Note |
| --- | ------ | -------------------- | ----------- | ----- | ---- |
| 1   | 4      | Nora Lindahl         | Svezia      | 22"97 | q    |
| 2   | 7      | Lorène Bazolo        | Portogallo  | 23"18 | q    |
| 3   | 6      | Gunta Vaičule        | Lettonia    | 23"23 | q    |
| 4   | 5      | Sarah Atcho-Jaquier  | Svizzera    | 23"35 | q    |
| 5   | 3      | Phil Healy           | Irlanda     | 23"51 |      |
| 6   | 8      | Marlena Granaszewska | Polonia     | 23"53 |      |
| 6   | 9      | Anniinna Kortetmaa   | Finlandia   | 23"53 |      |

#### Batteria 3
| Pos | Corsia | Atleta                  | Nazionalità | Tempo | Note                                     |
| --- | ------ | ----------------------- | ----------- | ----- | ---------------------------------------- |
| 1   | 6      | Julia Henriksson        | Svezia      | 22"91 | q                                        |
| 2   | 9      | Jessica-Bianca Wessolly | Germania    | 23"00 | q                                        |
| 3   | 2      | Irene Siragusa          | Italia      | 23"12 | q                                        |
| 4   | 7      | Martyna Kotwiła         | Polonia     | 23"14 | q                                        |
| 5   | 4      | Esperança Cladera       | Spagna      | 23"42 | q                                        |
| 6   | 8      | Ivana Ilić              | Serbia      | 23"49 | Miglior prestazione personale stagionale |
| 7   | 5      | Ann Mari Kivikas        | Estonia     | 23"78 |                                          |
| 8   | 3      | Tetiana Kaysen          | Ucraina     | 24"31 |                                          |

### Semifinali
Le semifinali si sono tenute il 10 giugno a partire dalle ore 21:05.
Passano alla finale le prime due atlete di ogni batteria (Q) e le successive due atlete più veloci (q).

#### Semifinale 1
| Pos | Corsia | Atleta                 | Nazionalità | Tempo | Note                                     |
| --- | ------ | ---------------------- | ----------- | ----- | ---------------------------------------- |
| 1   | 6      | Daryll Neita           | Regno Unito | 22"51 | Q                                        |
| 2   | 8      | Tasa Jiya              | Paesi Bassi | 22"70 | Q                                        |
| 3   | 4      | Hélène Parisot         | Francia     | 22"73 | q                                        |
| 4   | 5      | Polyniki Emmanouilidou | Grecia      | 22"84 | q                                        |
| 5   | 7      | Dalia Kaddari          | Italia      | 22"98 | Miglior prestazione personale stagionale |
| 6   | 9      | Sarah Atcho-Jaquier    | Svizzera    | 23"21 |                                          |
| 7   | 3      | Esperança Cladera      | Spagna      | 23"37 |                                          |
| 8   | 2      | Martyna Kotwiła        | Polonia     | 23"44 |                                          |

#### Semifinale 2
| Pos | Corsia | Atleta                  | Nazionalità | Tempo | Note                          |
| --- | ------ | ----------------------- | ----------- | ----- | ----------------------------- |
| 1   | 6      | Henriette Jæger         | Norvegia    | 22"71 | Q                             |
| 2   | 8      | Jaël Bestué             | Spagna      | 22"81 | Q                             |
| 3   | 5      | Nora Lindahl            | Svezia      | 22"89 | Miglior prestazione personale |
| 4   | 9      | Talea Prepens           | Germania    | 22"99 |                               |
| 5   | 4      | Léonie Pointet          | Svizzera    | 23"17 |                               |
| 6   | 2      | Irene Siragusa          | Italia      | 23"17 |                               |
| 7   | 7      | Krystsina Tsimanouskaya | Polonia     | 23"34 |                               |
| 8   | 3      | Alexa Sulyán            | Ungheria    | 23"42 |                               |

#### Semifinale 3
| Pos | Corsia | Atleta                  | Nazionalità | Tempo | Note                                     |
| --- | ------ | ----------------------- | ----------- | ----- | ---------------------------------------- |
| 1   | 7      | Mujinga Kambundji       | Svizzera    | 22"52 | Q                                        |
| 2   | 5      | Julia Henriksson        | Svezia      | 22"82 | Q =                                      |
| 3   | 6      | Olivia Fotopoulou       | Cipro       | 22"92 | Miglior prestazione personale stagionale |
| 4   | 9      | Boglárka Takács         | Ungheria    | 23"09 |                                          |
| 5   | 4      | Paula Sevilla           | Spagna      | 23"19 |                                          |
| 6   | 9      | Jessica-Bianca Wessolly | Germania    | 23"27 |                                          |
| 7   | 2      | Lorène Bazolo           | Portogallo  | 23"39 |                                          |
| 8   | 3      | Gunta Vaičule           | Lettonia    | 23"48 |                                          |

### Finale
La finale si è tenuta l'11 giugno alle ore 22:53.
| Pos     | Corsia | Atleta                 | Nazionalità | Tempo | Note                                     |
| ------- | ------ | ---------------------- | ----------- | ----- | ---------------------------------------- |
| Oro     | 9      | Mujinga Kambundji      | Svizzera    | 22"49 | Miglior prestazione personale stagionale |
| Argento | 6      | Daryll Neita           | Regno Unito | 22"50 | =                                        |
| Bronzo  | 3      | Hélène Parisot         | Francia     | 22"63 | Miglior prestazione personale            |
| 4       | 7      | Henriette Jæger        | Norvegia    | 22"83 |                                          |
| 5       | 5      | Tasa Jiya              | Paesi Bassi | 22"90 |                                          |
| 6       | 4      | Julia Henriksson       | Svezia      | 22"91 |                                          |
| 7       | 9      | Jaël Bestué            | Spagna      | 22"93 |                                          |
| 8       | 2      | Polyniki Emmanouilidou | Grecia      | 23"01 |                                          |